# ロコモア (健康食品)
ロコモアは、サントリーのサントリーウエルネスが開発し、販売している健康食品である。
2019年7月より機能性表示食品としてリニューアルしている。

## 概要
筋肉成分と軟骨成分のサントリー独自の組み合わせにより開発されたサプリメントである。約20年にわたる脚の老化に関する研究の末、誕生した。
通信販売による提供が主であり、2019年現在180粒入（約30日分）の物と、360粒（約60日分）の物をプラスチックボトルとして販売している。1日の目安は6粒程度。
2019年、ロコモアに含まれるグルコサミン塩酸塩、コンドロイチン硫酸、ケルセチン配糖体、アンセリンの4成分の組み合わせがひざ関節機能並びに歩く速さを維持することに基づき、機能性表示食品となった。

## 原材料
- サメ軟骨抽出粉末（コンドロイチン・Ⅱ型コラーゲン含有）
- 魚肉抽出粉末（イミダゾールペプチド含有）
- デキストリン
- サケ鼻軟骨抽出粉末（プロテオグリカン含有）
- グルコサミン
- セルロース
- 酵素処理ルチン
- 酸化ケイ素
- ステアリン酸Ca
- 光沢剤
- ビタミンD（一部にカニ、エビ、サケ、ゼラチンを含む）

## 効果
サントリーウエルネスと京都大学の共同で行われたヒト試験の研究を過去に行っており、歩行速度の上昇、脚の筋力増加、歩行時のひざの痛みや関節の痛みが緩和したという結果第55回日本老年医学会学術集会で報告されている。